# Юлий Гетулик
Юлий Гетулик (на латински: Iulius Gaetulicus) e политик и сенатор на Римската империя през 3 век.
През 222 – 224 г. той е управител на провинция Долна Мизия.